# Charlie Rivel

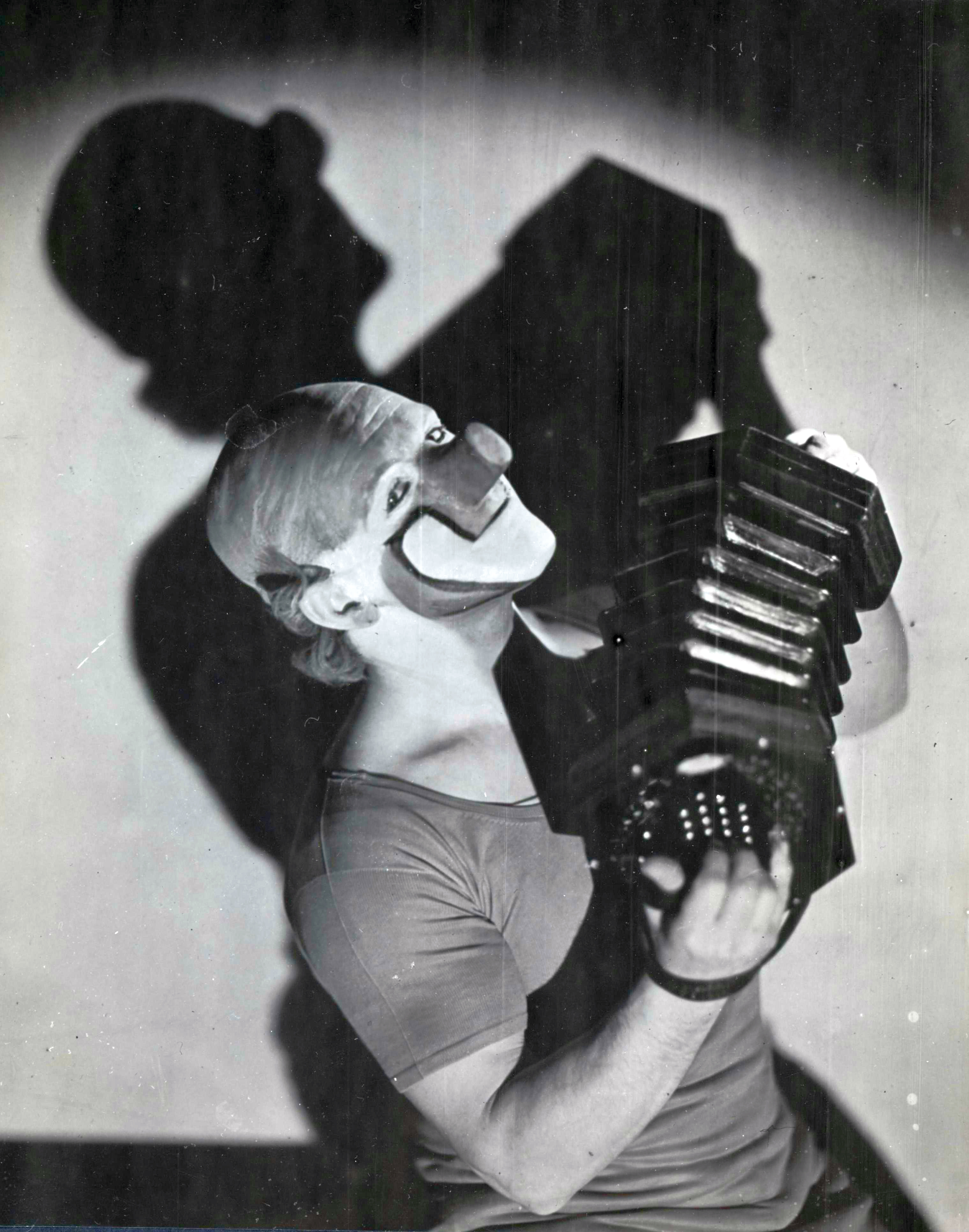
Charlie Rivel (1943)

Charlie Rivel (* 23. April 1896 als Josep Andreu i Lasserre in Cubelles; † 26. Juli 1983 in Sant Pere de Ribes) war ein spanischer Clown.

## Leben

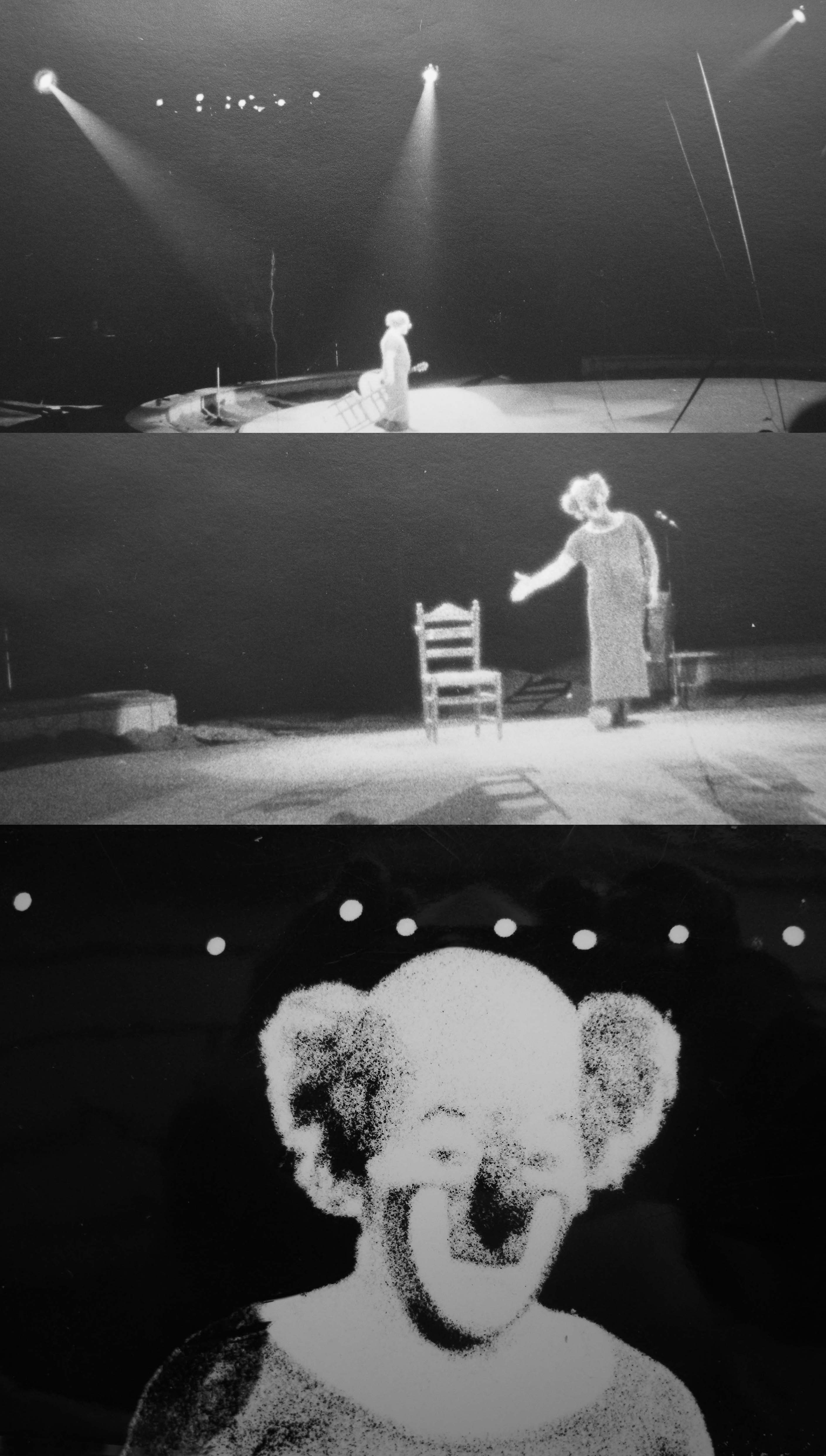
Charlie Rivel, Wien 1972.

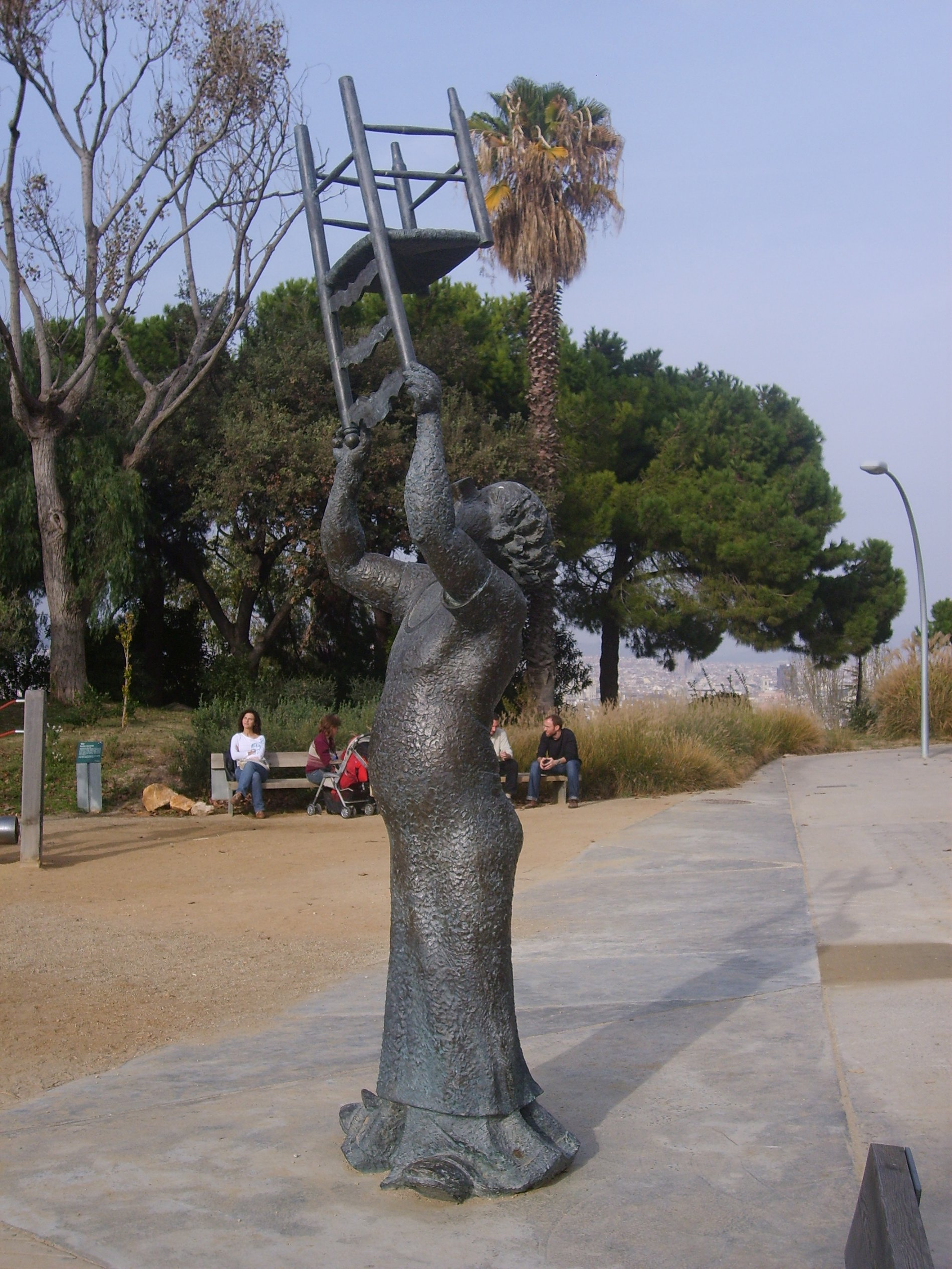
Denkmal für Charlie Rivel am Montjuïc

Charlie Rivel war der Sohn des spanischen Zirkusartisten Pedro Andreu Pausas, auch bekannt als Pere Andreu Rivels, und der französischen Artistin Marie-Louise Lasarre. Er wurde wie seine vier Brüder Artist. Das Unternehmen, gegründet vom Großvater Pedro Rivels, bestand aus den Eltern und den Söhnen, von denen Charlie Rivel letztlich der bekannteste wurde.
Bereits 1899, also im Alter von drei Jahren, trat Rivel als „Gewichtheber“  auf (die Gewichte waren aus Pappmaché). Nach dem Durchbruch, 1907 in Paris beim Zirkus Lambert, hatte er Engagements in Berlin, London und in den USA. 1910 lernte Rivel Charlie Chaplin kennen, der ihn zu seinem Künstlernamen inspirierte, und einige Jahre später auch Karl Valentin, der ihn sofort schätzte. Valentin schenkte Rivel auch ein Bombardon mit der Begründung, er sei der einzige Mensch, der ihn zum Lachen brachte.
1931 entstand in Berlin aus einer Laune heraus der Ausruf Akrobat - schööön! – sein Markenzeichen für Jahrzehnte. Jedoch auch seine Worte „Eine Brücke, eine Brücke“ und sein herzzerreißendes Weinen blieben dem Publikum im Gedächtnis. Die Gruppe The Rivels, unter der Leitung von Rene Rivel, bestand bis 1934. Danach trat Rivel nur noch solo auf.
Rivel war ein Bewunderer Adolf Hitlers, dem er noch im April 1943 die herzlichsten Glückwünsche zum Geburtstag telegrafierte. Im selben Jahr trat Rivel in Nürnberg auf, während die Stadt bombardiert wurde, zog sich danach aber nach Chennevières/Marne zurück, wo er sehr zurückgezogen mit seiner Ehefrau Carmen, ebenfalls Artistin, lebte. Mit ihr hatte er drei Söhne und eine Tochter, nämlich Juanito, Charlie, Valentino und Paulina.
Sein Kollege Grock überredete ihn zu einer Tournee durch Westdeutschland, die im September 1952 ein sehr großer Erfolg wurde. Er hatte damals auch Auftritte in Wien. Eine enge Freundschaft mit dem Maler Adi Holzer führte zu zahlreichen Bildern und zum Buch Clown!" Hommage a Charlie Rivel. Anfang der 1970er Jahre trat Rivel zusammen mit drei Nachkommen als „Charlie Rivel and the Charivels“ auf. 1981 unternahm er seine Abschiedstournee, bei der im Zirkus Krone, München auch seine Kinder Juanito und Paulina auftraten. Nach dem Tod seiner Frau Carmen heiratete Rivel im Juni 1982 die 28 Jahre jüngere Margarita Camas, die er bereits 1977 in Cubelles kennengelernt hatte.
Im Mai 1983 erlitt er einen Schlaganfall, von dem er sich nicht mehr erholte: Er starb am 26. Juli in Sant Pere de Ribes.
Typisch für Charlie Rivel waren die rote Vierkantnase, der rote Haarkranz um die „Glatze“ und sein bodenlanges rotes Kostüm, das gelegentlich als „Wursthaut“ beschrieben wird.

## Zitate
- Jeder Mensch ist ein Clown, aber nur wenige haben den Mut, es zu zeigen.
- Glück ist, wenn man die Persönlichkeit hat, ein Clown zu sein.
- Der Optimist hat nicht weniger oft unrecht als der Pessimist, aber er lebt froher.
- Der Optimist denkt ebenso einseitig wie der Pessimist. Nur lebt er froher.

## Film
- Akrobat schö-ö-ö-n (Regie: Wolfgang Staudte, 1942)
- Charlie Rivel - meine Trauer ist unendlich -Dokumentarfilm über das Leben von Charlie Rivel von Benton Claus Lombard und Michael Martin, WDR / Spectacle Produktion Peter Wortmann München[5] Sendung am 30.07.1983, 22:05 ARD

## Autobiographie
- Charlie Rivel: Akrobat – schöön. Ehrenwirth, München 1972, ISBN 3-431-01473-9.